# Movimiento de protesta social en la Provincia de Corrientes
La Provincia de Corrientes atravesó una grave crisis institucional, política, social, cultural y económica en el año 1999, durante el gobierno de Pedro Braillard Poccard por problemas financieros que se produjeron durante los años 1993-1997, gobierno que estuvo a cargo de Raúl Rolando Romero Feris (Tato); el cual provocó el levantamiento de los trabajadores del Estado, hecho que ocasionó un caos institucional en todos los órdenes de la vida de la Provincia de Corrientes.

## Historia
La crisis institucional se dio en todos los sectores del Estado Provincial, siendo el sector de la educación el más afectado y el que encabezó las movilizaciones de reclamos frente al gobierno. Las escuelas permanecían inactivas como consecuencia de la falta de pago de los maestros. Otros sectores que también participaron en las protestas fueron los empleados de salud, empleados de la justicia, policías, establecimientos secundarios y universitarios, abogados, empleados de la legislatura, productores rurales, empleados de la energía eléctrica, entre otros quienes reclamaban el rechazo de la dilapidación de fondos públicos, protestaban por la disminución de las libertades ciudadanas así como también por la corrupción imperante. Durante ese breve, pero intenso período, el sistema político soportó una aguda crítica que abarcó al sistema de representación institucional, el poder, los partidos y los sindicatos. Esto fue el detonante para generar el descontento social contra el gobierno de Pedro Braillard Poccard que culminó con su destitución.

## Primeras movilizaciones
El 7 de junio de 1999 comenzaron las primeras movilizaciones en la Plaza de la Dignidad o “Del Aguante” luego del primer atraso en el pago de los sueldos a los empleados públicos. Los objetivos de “La Plaza” refieren a la transformación de la política de la provincia. Aquella popular carpa blanca convocaba a todos los sujetos que querían el cambio en Corrientes. La fuerza social que ellos lograron termina por imponerse en el desarrollo mismo del proceso de enfrentamientos. La trascendencia de la significación de este movimiento puede observarse en la actualidad, tanto por la continuidad de algunas organizaciones surgidas durante la plaza (como, docente autoconvocados, cabildo abierto, entre otras), y por la misma nominación central de la protesta: los autoconvocados.
El 10 de diciembre los "Autoconvocados" vuelven a tomar el Puente General Manuel Belgrano y son desalojados el 17 en una acción de guerra de tropas de Gendarmería (cuándo había sido declarada la guerra, y entre quiénes?) enviadas por el presidente De la Rúa y su ministro de Interior, Federico Storani.
Todo comenzó a las cuatro de la madrugada, cuando la Gendarmería dejó a oscuras al puente General Belgrano y a media ciudad de Corrientes; sin que mediara advertencia alguna, unos efectivos de esa fuerza arremetieron con gases y balas de goma contra los protestantes que se situaban en el puente. Horas más tarde los autoconvocados se reagruparon en la avenida 3 de Abril, y nuevamente se dio un enfrentamiento con gendarmería, dejando dos muertos, y más de 30 heridos de bala.
La CGT y el MTA repudiaron la brutal represión, mientras que la CTA convocó a un paro nacional para el lunes 20, día en que Ramón Mestre llegaría como interventor a Corrientes y empezaría a pagar los salarios atrasados a los docentes.

## Demandas vigentes
Se encontraba en curso una querella contra Gendarmería, el Ministerio, la Secretaría de Seguridad y el Estado Nacional por la represión. La causa ha sido caratulada como “querella criminal y acción civil resarcitoria por la comisión de tentativa de homicidio calificado y abuso de autoridad”.

La causa estuvo alrededor de un año demorada por “conflictos de competencia” entre la justicia provincial y federal.